# Provincie Córdoba
Córdoba (španělská výslovnost: [korðoβa]), anglicky též Cordova, zastarale Kordova), je provincií v jižním Španělsku na severu autonomního společenství Andalusie. Hraničí s provinciemi Málaga, Sevilla, Badajoz, Ciudad Real, Jaén a Granada. Má rozlohu 13 769 km².

## Přírodní podmínky
Provincii lze rozdělit do tří zeměpisných oblastí: Sierra Morena na severu, údolí Guadalquiviru ve středu a La Campiña na jihu. V provincii se rozkládají přírodní parky - přírodní park Sierra de Cardeña y Montoro, přírodní park Sierra de Hornachuelos a přírodní park Sierras Subbéticas.
Podnebí je kontinentálně středomořské s teplotami v hlavním městě dosahujícími 9,2 °C v lednu a 27,2 °C v červenci a srpnu, kdy často přesahují i 40 °C. Srážkový úhrn v hlavním městě je od 600 do 750 mm ročně. Srážky se soustřeďují na období od října do dubna.

## Historie
Vytvořena byla královským dekretem ze dne 30. listopadu 1833 (se 48 dalšími provinciemi), který připravil Javier de Burgos. Nově ustanovená provincie zaujímala většinu území córdobského království, ale i některé oblasti Extremadury (Belalcazar Fuente la Lancha, Hinojosa del Duque a Villanueva del Duque) a exklávy jaénského království (Villafranca de Córdoba a Belmez).

## Správní členění
Provincie má přibližně 772 tisíc obyvatel, z nichž více než 40% žije v hlavním městě Córdoba, a hustota osídlení činí 57 obyvatel/km².
Comarky:
- Alto Guadalquivir
- Campiña Este - Guadajoz
- Campiña Sur
- Subbética
- Valle de los Pedroches
- Valle del Guadiato
- Vega del Guadalquivir

## Znak provincie
Jen v detailech se liší od znaku města Córdoby. Historicky byly znaky totožné, resp. v 19. století užívala provincie Córdoba obdobně jako většina španělských provincií znak svého centra. Na znaku můžeme nalézt ve stříbře červeného lva se zlatou korunou nad štítem, kouskovaný lem kastilsko-leónský. Městský znak má více políček na lemu a všechny lvy korunované.
Znak a vlajku provincie schválila 17. 12. 2008 provinční rada a usnesení předala 27. ledna 2009 Generálnímu ředitelství místní správy. Symboly byly potvrzeny dekretem z 4. února 2009 a zveřejněny 16. února 2009 v BOA (Bolletín oficial de Andalusía). Vlajka je obdélná (2:1), purpurová, ve středu s provinčním znakem s příslušnou korunou (výška znaku rovna ½ šířky listu).